# Cercosaura pacha
Cercosaura pacha — вид ящірок родини гімнофтальмових (Gymnophthalmidae). Ендемік Перу. Описаний у 2020 році.

## Поширення і екологія
Cercosaura pacha мешкають на східних схилах Перуанських Анд в регіоні Паско. Вони живуть у вологих гірських тропічних лісах. Зустрічаються на висоті від 1845 до 1986 м над рівнем моря.